# پیچ پو (آریزونا)
پیچ پو (به انگلیسی: Peach Pu) یک منطقهٔ مسکونی در ایالات متحده آمریکا است که در شهرستان پیما، آریزونا واقع شده‌است. پیچ پو ۵۹۰٫۱ متر بالاتر از سطح دریا واقع شده‌است.